# Гусаров, Анатолий Константинович
Анатолий Константинович Гусаров (20 апреля 1915 — 7 мая 1989, Нижний Тагил, Свердловская область, РСФСР, СССР) — сталевар Нижнетагильского металлургического комбината, Герой Социалистического Труда (19 июля 1958).

## Биография
Работал на Нижнетагильском металлургическом комбинате со дня его основания, с 1940 г.
В 1950-е гг. сталевар мартеновского цеха № 2. С 1960 г. — руководитель бригады сталеваров коммунистического труда.
В 1959 г. выдал сверх плана 800 тонн стали.
Соавтор книги: Технолог-доменщик : справочное и методическое руководство / Ю. П. Волков, Л. Я. Шпарбер, А. К. Гусаров. — Москва : Металлургия, 1986. — 261, [1] с.